# Hvad vil folk sige (film fra 2017)
Hvad vil folk sige er en norsk dramafilm, der blev udgivet den 9. september 2017.
Filmen er instrueret af Iram Haq, og er både med norsk tale og på det pakistanske sprog urdu.
Filmen handler om 16-årige pige Nisha (Maria Mozhdah) som er halv norsk og halv pakistansk. En aften ser hendes far Mirza (Adil Hussian) hende være sammen med sin ven Daniel fra skolen på værelset. Han tager hende derfor med til Pakistan, hvor hun bliver sendt på genopdragelse for at lære, hvordan man skal opføre sig.